# 낭주로
낭주로(Nangju-ro)는 전라남도 영암군 영암읍에서 영암읍을 잇는 전라남도의 도로이다. 

## 주요 경유지
전라남도
- 영암군 (영암읍)

## 노선
| 이름        | 접속 노선                 | 소재지 | 소재지 | 비고 |
| ----------- | ------------------------- | ------ | ------ | ---- |
| (이름없음)  | 국도 제13호선 (예향로)    | 영암군 | 영암읍 |      |
| 춘양 교차로 | 지방도 제821호선 (영암로) | 영암군 | 영암읍 |      |
| 역리사거리  | 서남역로                  | 영암군 | 영암읍 |      |
| (이름없음)  | 영암공단로                | 영암군 | 영암읍 |      |

## 주요 건물 및 시설
- 농협 영암농협 하나로마트 본점 (낭주로 132/납품리 40)
- 영암읍 사무소 (낭주로 133/동무리 47-3)
- 농협 영암농협 주유소 (낭주로 136/동무리 35-7)
- 낭주파출소 (낭주로 178/역리 127-7)